# Bertha-von-Suttner-Gymnasium Babelsberg
Das Bertha-von-Suttner-Gymnasium ist ein öffentliches Gymnasium im Potsdamer Stadtteil Babelsberg, das nach der österreichischen Schriftstellerin Bertha von Suttner benannt wurde. Das Gebäude steht unter Denkmalschutz.
In der Vergangenheit trug die Schule auch die Namen Althoffschule, Beethovenschule und Goetheschule.

## Geschichte
Der Schulkomplex, den sich das Gymnasium mit der Goethe-Grundschule teilt, besteht aus zwei Gebäuden. Das Beethovenhaus wird vom Bertha-von-Suttner-Gymnasium betrieben, das Goethehaus von der Goethe-Grundschule. Das Beethovenhaus wurde am 12. Mai 1911 als Realgymnasium eingeweiht. Nach Vereinigung der beiden je in einem der Gebäude sitzenden, eigenständigen Schulen 1991 zur Gesamtschule Babelsberg erhielt sie 1999, anlässlich des 250. Geburtstags von Johann Wolfgang von Goethe, den Namen Goethe-Gesamtschule. Seit 2010 sind die Goethe-Grundschule und die damalige Goethe-Gesamtschule wieder getrennt und eigenständig. Im Jahr 2012 wurden die ersten 7. Klassen des neuen Bertha-von-Suttner-Gymnasiums aufgenommen. Währenddessen wurden in dem Gebäude die finalen Jahrgänge der Goethe-Gesamtschule unterrichtet. 2014 verließ der letzte Gesamtschuljahrgang die Schule.

## Medienberichte
- Probewahl in Potsdam: Wenn Schülerinnen und Schüler wählen. Der Spiegel, 20. September 2024, 7 Minuten.